# AC切塞納
切塞纳足球俱乐部（Associazione Calcio Cesena）是一家坐落于意大利北部城市切塞纳的足球俱乐部，於1940年成立，球队的主色调为白色与黑色。2018年7月16日，切塞納宣布破產，被禁止參加2018-19意乙聯賽。7月18日，低組別球會A.S.D. Romagna Centro申請改名為“ Cesena Football Club”，令AC切塞纳借屍還魂重返聯賽。

## 历史
切塞纳足球俱乐部成立于1940年，1968年首次晋身意乙，1973年第一次晋级意甲。1975-76赛季球队还意外获得了意甲第六名从而打进了欧洲联盟杯，不过隔年球队就褪去了光芒反而降级意乙联赛。1981年切塞纳第二次从乙级升级后紧接着再度降级，到1983年再度降级后在意乙度过了四年，1987-88赛季切塞纳返回意甲，不过1991年的降级之后的二十多年内球队再也没能打回意甲。
2009-10赛季切塞纳大发神威在意乙联赛中取得了20胜14平8负的战绩，落后最终的冠军莱切1分获得联赛第二名从而在时隔22年后重返意大利足球顶级联赛。2014-15賽季，降回乙組。

## 著名球员
- 马西莫·阿戈斯蒂尼
- 阿玛里尔多
- 安布罗西尼
- 马尔科·巴洛塔
- 马西莫·博尼尼
- 阿尔伯托·丰塔纳
- 瓦莱里奥·菲奥里
- 亚历桑德罗·比安奇
- 费雷拉·平托